# Thermosinus
Thermosinus es un género de bacterias gram-negativas perteneciente de la familia Acidaminococcaceae. Hasta ahora (2020) sólo se conoce una especie de este género Thermosinus carboxydivorans.

## Otras lecturas
- Sokolova, TG; González, JM; Kostrikina, NA; Chernyh, NA; Slepova, TV; Bonch-Osmolovskaya, EA; Robb, FT (November 2004). «Thermosinus carboxydivorans gen. nov., sp. nov., a new anaerobic, thermophilic, carbon-monoxide-oxidizing, hydrogenogenic bacterium from a hot pool of Yellowstone National Park.». International Journal of Systematic and Evolutionary Microbiology 54 (Pt 6): 2353-9. PMID 15545483. doi:10.1099/ijs.0.63186-0.
- Fulekar, edited by M.H. (2009). Bioinformatics applications in life and environmental sciences. Dordrecht: Springer. ISBN 978-1-4020-8880-3.
- Sonia M., Tiquia-Arashiro (2014). Thermophilic Carboxydotrophs and their Applications in Biotechnology. Springer. ISBN 978-3-319-11873-4.